# شهرستان ژاو
شهرستان ژاو (به لاتین: Zhao County) یک شهرستان‌های جمهوری خلق چین در چین است که در شیجیاژوانگ واقع شده‌است.
 شهرستان ژاو ۶۷۵ کیلومتر مربع مساحت و ۵۵۰٬۰۰۰ نفر جمعیت دارد.